# Picture Rocks
Picture Rocks ist ein Census-designated place im Pima County im US-Bundesstaat Arizona. Das U.S. Census Bureau hat bei der Volkszählung 2020 eine Einwohnerzahl von 9.551 ermittelt. 

## Geographie
Picture Rocks hat eine Fläche von 144,1 km². Die Stadt liegt bei den geographischen Koordinaten 32°19'51" Nord und 111°13'47" West und befindet sich einige Kilometer westlich der Interstate 10.